# Gil de Andrade
Geraldo de Andrade (nascido em 1883), também conhecido como "Gil" de Andrade, foi um atleta esgrimista olímpico português.
Competiu na prova individual de florete dos Jogos Olímpicos de 1924.